# Hjalmar Berwald
Hjalmar Berwald (* 6. November 1848 in Oed-Oehling; † 8. Mai 1930 in Stockholm) war ein schwedischer Pianist, Komponist, Mathematiker und Ingenieur.

## Leben und Wirken
Der Sohn des Komponisten und Geigers Franz Berwald studierte Mathematik und war ab 1872 Assistent am Technologischen Institut der Königlichen Technischen Hochschule in Stockholm. Als Komponist trat er u. a. mit einer Violinsonate und Liedern mit Klavierbegleitung hervor. Er ist der Vater der Pianistin Astrid Berwald.

## Quelle
- Svedish Musical Heritage: Hjalmar Berwald